# NGC 6910
NGC 6910 est un très jeune amas ouvert situé dans la constellation du Cygne. Il a été découvert par l'astronome germano-britannique William Herschel en 1786.
Selon la classification des amas ouverts de Robert Trumpler, cet amas renferme moins de 50 étoiles (lettre p),, dont la concentration est forte (I) et dont les magnitudes se répartissent sur un intervalle moyen(le chiffre 2),. Le site Lynga est d'un avais  différent le classant comme I 3 m, donc ayant entre 50 et 100 étoiles (lettre m), dont la concentration est forte (I) et dont les magnitudes se répartissent sur un grand intervalle (3). Lynda indique que l'amas compte 50 étoiles.

## Observation

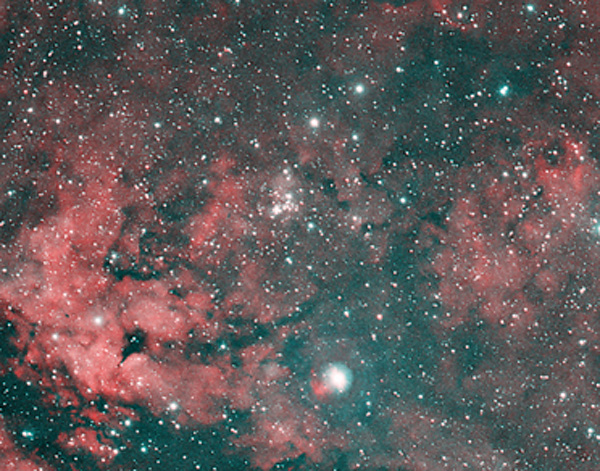
NGC 6910 est situé à proximité de l'étoile Gamma Cygni (Sadr) et d'une région riche en nébuleuses ainsi qu'en amas ouverts. Les objets présents sur cette image sont IC 1318, IC 1311, NGC 3914, NGC 3910, IC 4996, M29.

Avec une magnitude visuelle de 7,4, l'amas n'est pas visible à l'œil nu, mais on peut facilement l'observer avec de petites jumelles.

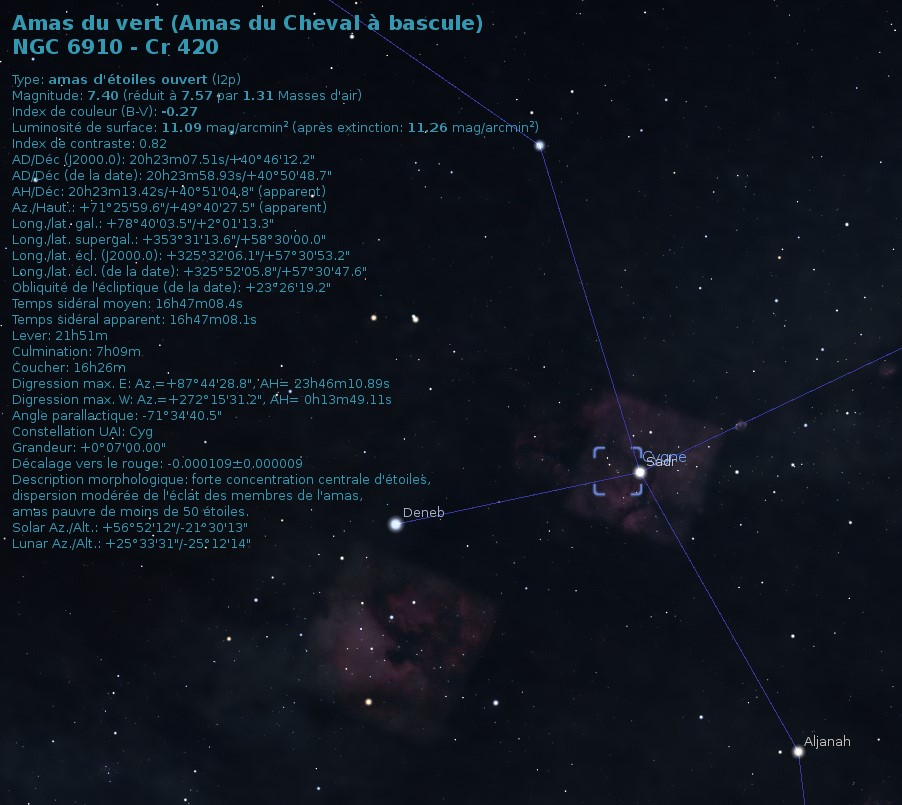
Emplacement de NGC 6910 dans la constellation du Cygne.

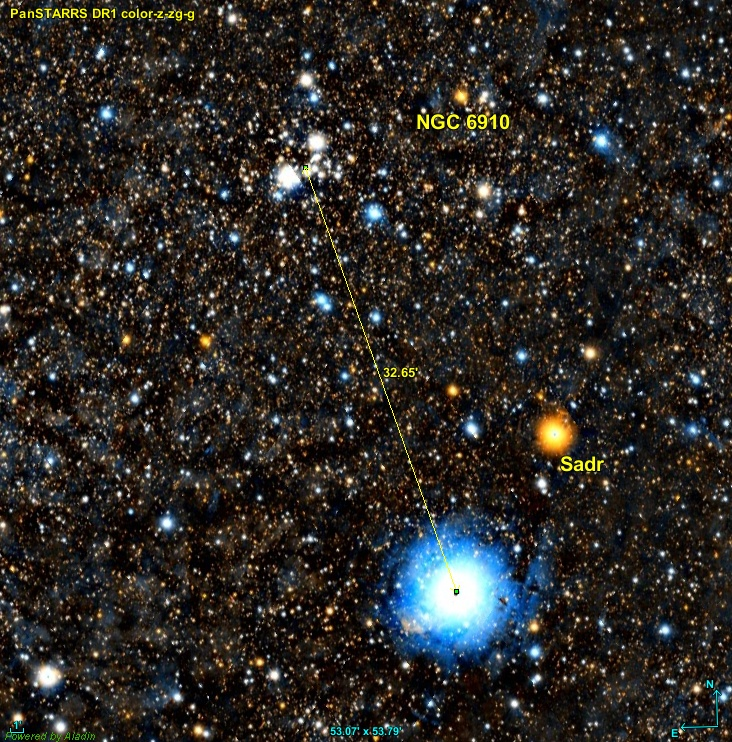
Position de NGC 6910 par rapport à l'étoile Gamma Cygni (Sadr).

NGC 6910 est assez rapproché de l'étoile Gamma Cygni à seulement 33'.

## Caractéristiques
NGC 6910 est le cœur de l'association stellaire Cyg OB9 (en). Il renferme un excès d'étoiles massives de type B surtout vers le centre.
Plusieurs caractéristiques apparaissent sur la base de données Simbad, mais une publication très récente (2023) basée sur les mesures de la parallaxe par le satellite Gaia a permis une mise à jour importante des données. Les données du « GAIA EARLY DATA RELEASE 3 (GAIA EDR3) » ont également permis aux auteurs (Almeida, Monteiro et Dias) de cette publication d'estimer la masse de 773 amas ouverts, dont celle de NGC 6940 qui est de 1528 ± 305 {\displaystyle M_{\odot }}.

### Distance taille et vitesse
Cet amas est à 1 640 ± 31 pc du système solaire.
Cinq publications au sujet des valeurs de la distance de NGC 6910 sont citées sur la base de données Simbad, mais les deux plus récentes sont plus précises, car elles sont basées sur les mesures de la parallaxe des étoiles effectuées par le satellite Gaia. La distance d'environ 1 729,0 pc (∼5 640 al) provient des données du « GAIA EARLY DATA RELEASE 3 (GAIA EDR3) ». La deuxième de 1 722 ± 111 pc (∼5 620 al) provient des données du « GAIA DATA RELEASE 2 (GAIA DR2) ». Ces deux valeurs sont semblables à celle proposée par Almeida.
La taille apparente de l'amas est de 10 minutes d'arc, ce qui, compte tenu de la distance égale à 1 640 ± 31 pc et grâce à un calcul simple, équivaut à une taille réelle de 15,6 ± 0,3 al.
La vitesse de cet amas est mal connue, une des trois valeurs indiquées indiquées sur la base de données Simbad  est totalement différente des deux autres. Ces valeurs sont : −32,80 ± 2,7 km/s, 14,97 ± 10,18 km/s et −32,7 ± 2,1 km/s.

### Métallicité  et âge
Deux valeurs totalement incompatibles sont indiquées sur Simbad, soit 0,035 et -1,970. Cette dernière valeur semble erronée, car cela signifie que le pourcentage d'éléments lourds (plus lourd que l'hydrogène et l'hélium) serait égal à 1% de celui du Soleil ce qui implique que l'amas serait très vieux. La première valeur semble plus juste. Selon Almeida et ses collègues, la métallicité de l'amas est égale à 0,030 ± 0,039. Selon cette veleur, le pourcentage d'éléments lourds (plus lourd que l'hydrogène et l'hélium) de cet amas serait compris entre 92% et 110% (100,030 ± 0,039) de celui du Soleil.
Selon une publication récente (2019), NGC 6910 serait âgé de seulement 10,6+0,9
−0,8 millions d'années, une étincelle par rapport aux 4,57 milliards d'années du Soleil. Le site WEBDA consacré aux amas ouverts indique un âge de 13,4 millions d'années (Log Age = 7,127, d'où une âge de 107,127). Toutefois, selon une autre publication récente (2020), l'amas serait encore plus jeune, environ 4,5 millions d'années. La plus récente publication (2023) consultée lui attribue un âge de 9,8 ± 0,9 Ma ((log10=6,989 ± 0,040)).

### Étoiles
Un total de 125 étoiles variables ont été observées dans le champ de vision de NGC 6910, dont 73 sont très probablement membres de l'amas. Huit sont de type β Cephei, dix de type SPB (de l'anglais slowly pulsating B-type star), trois de type EA (EA pour eclipsing binary Algol Type), deux étoiles  variables ellipsoïdales, 34 étoiles pulsantes périodiques et 16  variables éruptives.
Simbad montre aussi un bouton nommé Children. En cliquant sur ce bouton, on atteint une section de cette base de données qui renferme un tableau contenant 227 entrées pour NGC 6910. Cependant, des étoiles (les Children) peuvent apparaître plusieurs fois dans la deuxième colonne du tableau, d'où le nombre de liens bibliographiques qui est supérieure au nombre d'étoiles. La quatrième colonne de ce tableau indique la probabilité que l'étoile appartienne à l'amas. En cliquant sur le titre de cette colonne, on peut classer la probabilité par ordre croissant ou décroissant. En cliquant sur la désignation de l'étoile, on atteint la page de Simbad qui résume ses propriétés.